# Shorewood (Illinois)
Shorewood – wieś w Stanach Zjednoczonych, w stanie Illinois, w hrabstwie Will.